# FC 로코모티프 1929 소피아
PFC 로코모티프 소피아는 불가리아의 축구 클럽이다. 1929년 수도인 소피아를 연고로 ZHSK라는 이름으로 창단되었다.
로코모티프 소피아는 1969년부터 1971년까지 잠시 동안 슬라비아 소피아와 통합하여 리그에 참여한 적이 있었다.

## 역대 성적
- 불가리아 챔피언십

우승 (4회): 1940, 1945, 1964, 1978
준우승 (6회): 1941, 1946, 1947, 1965, 1985, 1995
- 불가리아 컵

우승 (4회): 1948, 1953, 1982, 1995
준우승 (2회): 1975, 1977
- UEFA컵

8강 (1회): 1979-80
- 발칸컵

우승 (1회): 1973

## 선수 명단

### 현역
참고: FIFA 자격 규정에 따라 소속된 국가대표팀 국기를 표시합니다. 선수는 복수의 FIFA 비회원국 국적을 가지고 있을 수 있습니다.
| 번호 | 포지션 | 국적     | 이름          |
| ---- | ------ | -------- | ------------- |
| 12   | DF     |          | 브루노 프랑코 |
| 15   | DF     | 세르비아 | 루카 이바노프 |

| 번호 | 포지션 | 국적     | 이름                |
| ---- | ------ | -------- | ------------------- |
| 88   | GK     | 세르비아 | 자르코 이스타트코프 |

## 역대 감독
| 감독            | 임기        |
| --------------- | ----------- |
| 흐리스토 보네프 | 1997 ~ 1998 |